# Over Your Dead Body
Over Your Dead Body (en japonés: 喰女 -クイメ-, Kuime?) es una película japonesa de terror sobrenatural dirigida por Takashi Miike en 2014, y una adaptación de la novela "Darenimo agenai" de Kikumi Yamagishi, quien también escribió el guion de la película.

## Argumento
La película sigue a una compañía de teatro durante el ensayo de una obra, donde un samurái seduce a una mujer y se casa con ella. Más tarde asesina a su desaprobador padre para heredar sus bienes. Sin embargo, cuando le ofrecen a la bella nieta de un hombre adinerado, su verdadera naturaleza se le revela a su esposa, quien finalmente regresará como un fantasma para perseguirlo.

La estrella, Miyuki Goto (Kō Shibasaki) interpreta a Oiwa, la protagonista de la obra de teatro que está basada en la historia de fantasmas Yotsuya Kaidan. Ella, gracias a sus influencias, logra mover algunos hilos para conseguir que su amante, Kosuke Hasegawa (Ebizō Ichikawa XI) participe en la obra, a pesar de ser un actor bastante desconocido. Otras artistas, Rio Asahina y Jun Suzuki, comienzan a sentirse atraídas por Kosuke, mientras que Miyuki, que es consciente de la infidelidad, intenta aceptarlo. En el escenario, el amor posesivo y las obsesiones del elenco, existen como en la realidad. Sus vidas reales comienzan a reflejar las de la obra y los sentimientos por los demás se amplifican, a medida que la línea entre ficción y realidad se difumina gradualmente.

## Reparto
| Actor                                     | Papel                                 |
| ----------------------------------------- | ------------------------------------- |
| Ichikawa Danjūrō XIII (Ichikawa Ebizō XI) | Kousuke Hasegawa / Tamiya Iemon       |
| Kō Shibasaki                              | Miyuki Goto / Oiwa                    |
| Hideaki Itō                               | Jun Suzuki / Takuetsu                 |
| Miho Nakanishi                            | Rio Asahina / Itō Ume                 |
| Maiko                                     | Kayoko Kurata                         |
| Toshie Negishi                            | Misuzu Horiuchi / Maki                |
| Hiroshi Katsuno                           | Michisaburō Ogata / Tamiya Matazaemon |
| Ikkō Furuya                               | Kanji Shimada / Itō Kihei             |
| Hitomi Katayama                           |                                       |

## Otros créditos
- Planificación: Ichikawa Ebizō XI y Toshiaki Nakazawa.
- Productores ejecutivos: Nobuyuki Tohya, Shigeyuki Endo, Naoya Kinoshita, Hengameh Panahi, Toshiaki Okuno y Yi-Wan Ren.
- Coproductores: Kensuke Zushi, Yoshihiko Chino y Nobuyuki Tanizawa.
- Productores: Misako Saka y Shigeji Maeda.
- Productor de línea: Toshiki Komatsu.
- Director de reparto: Yuriko Kitada.
- Diseñador de producción (arte): Yūji Hayashida y Eri Sakushima.
- Iluminación: Yoshi Watabe.
- Grabación (sonido): Jun Nakamura.
- Decoración: Akira Sakamoto.
- Efectos de sonido: Kenji Shibasaki.
- Directora de CGI: Kaori Ohtagaki (Kaori Ôtagaki)
- Diseño de vestuario, peluquería y maquillaje: Isao Tsuge.
- Estilista: Yûya Maeda.
- Asistente de dirección: Takeshi Watanabe.
- Director de producción: Kenta Horioka.
- Cooperación de producción: Rakueisha.

## Producción
Dirigida por Takashi Miike, con guion de Kikumi Yamagishi y protagonizada por Ichikawa Ebizō XI, actor de kabuki, (quien también participó en la planificación), completan este trío, que vuelve a reunirse después de que ya lo hicieran con Hara-kiri: Muerte de un samurai. 
La película Over Your Dead Body nos cuenta una historia sobre la realización de una obra de teatro donde los actores ensayan un clásico relato sobrenatural japonés, y ven cómo sus papeles se funden y se entrelazan con su vida real, para progresar simultáneamente.
Bajo una estructura de mise en abyme, Miike nos presenta una proyección de una historia yūrei clásica, seguramente la más famosa y más adaptada de todas, la obra teatral Yotsuya Kaidan, escrita originalmente para el kabuki en 1825.

## Lanzamiento
La película se estrenó el 23 de agosto de 2014 en los cines de Japón.Posteriormente se proyecto en más de una veintena de festivales de todo el mundo. En España se estrenó en el Festival de cine de sitges de 2014.
Fue lanzada en Japón en DVD y Blu-ray el 13 de febrero de 2015, distribuido por Toei y Sedic International, en tres ediciones diferentes: 
- Kuime - Regular Edition (喰女‐クイメ‐ 通常版?) (1 disco)
  - Disco principal: Versión en DVD del estreno en cines (94 minutos)
- Kuime Special Edition (喰女‐クイメ‐ 特別版?) (2 discos)
  - Disco principal: Versión en DVD del estreno en cines (94 minutos)
  - Disco extra:
    - Making of.
    - Colección de entrevistas.
    - Recopilación de grabaciones de eventos: Rueda de prensa conjunta / Conferencia de prensa de finalización / Proyección de estreno / Saludo en el escenario del día del estreno.
    - Noticias especiales, tráilers, anuncios de televisión y especiales de 2 minutos.

  - Funda especial y folleto.
- Kuime Special Edition (public edition and DC edition included) (喰女‐クイメ‐ 特別版 （公開版・DC版併録）?) (2 discos. Blu-ray más DVD extra) [9]
  - Disco principal: En Blu-ray, versión del estreno en cines (94 minutos) y versión del director (111 minutos)
  - Disco extra: En DVD (igual que la versión "Special Edition" en DVD)
  - Funda especial y folleto.

También fue lanzada en DVD y Blu-ray en otros países por diferentes distribuidoras, pero sin contenido extra.

## Recepción
Panos Kotzathanasis en una reseña para Asian Movie Pulse, escribió: «Over Your Dead Body es una de las grandes obras del prolífico director, quien, por fin, logró alejarse de las adaptaciones de manga sin sentido, de una manera que recuerda la atmósfera que creó en películas como Audition».
Reseña de Sabrina Vaquerizo-González para Asiateca: «Aunque ciertamente en sus últimos filmes encontramos motivos y motivaciones más cercanos al mainstream, parece que Miike aún tiene alguna joyita guardada bajo la manga y Kuime -literalmente mujer que devora- es una de ellas».
Dennis Harvey en una reseña para Variety, escribió: «Los actores que ensayan un cuento clásico de fantasmas descubren que la vida imita al arte en esta obra atípicamente aburrida de Takashi Miike».

## Tema musical
La película contó con un par de temas musicales de la cantante japonesa Tomomi Kahala (華原朋美, Kahara Tomomi?), lanzadas en su álbum de versiones "Memories 2: Kahara All Time Covers" de 2014, bajo el sello de Universal Music Japan. 
- ROSIER (ロージア?)
  - Letra y composición: Luna Sea
  - Arreglos: Tetsurō Tōyama (遠山哲朗?)
- Nanpasen (難破船,  traducción literal: Naufragio?)
  - Letra y composición: Tokiko Kato (加藤 登紀子, Katō Tokiko?)
  - Arreglos: Tetsurō Tōyama (遠山哲朗?)

## Reconocimientos
- 69.º Premios de cine de Mainichi de 2014 (Japón)
  - Premio a la mejor dirección de arte: Yūji Hayashida y Eri Sakushima.[15]
- 39.º Festival Internacional de Cine de Toronto de 2014 (Canadá)
  - Vanguard Section.
- Festival Internacional de Cine de Montreal de 2014 (Canadá)
  - Sección Du Nouveau Cinéma.
- 19.º Festival Internacional de Cine de Busan de 2014 (Corea del Sur)
  - A Window on Asian Cinema.
- 47.º Festival Internacional de Cinema de Cataluña de Sitges 2014 (España)
  - Nominación a la mejor película.
- 16.º Festival Internacional de Cine de Bombay de 2014 (India)
  - World Cinema
- 51.º Festival de Premios Caballo de Oro de Cine de Taipéi (Taiwán)
  - Midnight Express.[16]
- L'Étrange Festival de 2014 (Francia)
  - Sección oficial a competición.
- Festival Internacional de Cine de Viena de 2014 (Austria)
  - Invitado oficialmente.
- 9.º Asian Film Awards de 2015.[17]
  - Nominación a la mejor dirección artística: Yūji Hayashida y Eri Sakushima.
  - Nominación al mejor diseño de vestuario: Isao Tsuge.